# Assis Brasil
Assis Brasil is een gemeente in de Braziliaanse deelstaat Acre. De gemeente telt 5.662 inwoners (schatting 2009).

## Aangrenzende gemeenten
De gemeente grenst aan Brasiléia en Sena Madureira.

### Drielandenpunt
En met als landsgrens aan de gemeente Bolpebra in de provincie Nicolás Suárez in het departement Pando met het buurland Bolivia en aan het district Iñapari in de provincie Tahuamanu in de regio Madre de Dios met het buurland Peru.

Het drielandenpunt Brazilië-Bolivia-Peru